# Lanckorońscy herbu Zadora

Herb hrabiowski Lanckorońskich

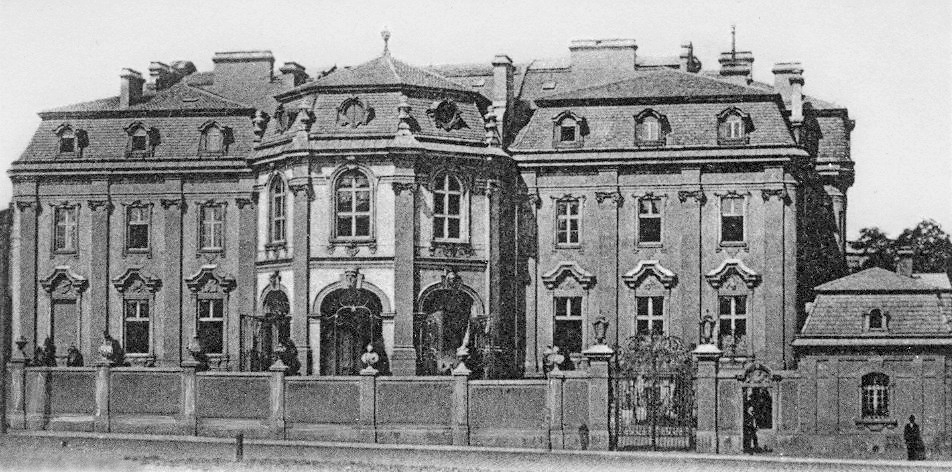
Pałac Lanckorońskich w Wiedniu

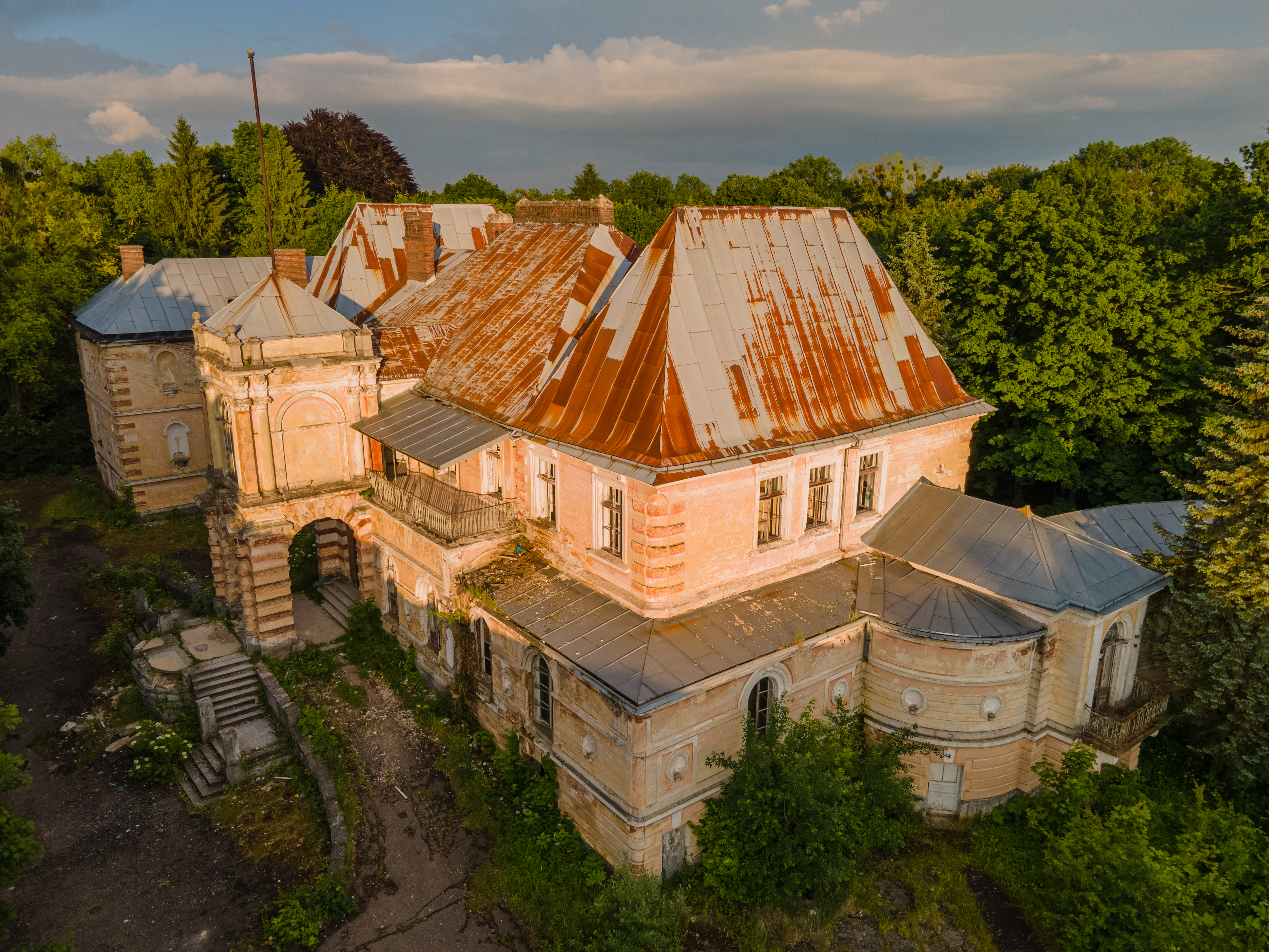
Pałac Lanckorońskich w Rozdole koło Lwowa

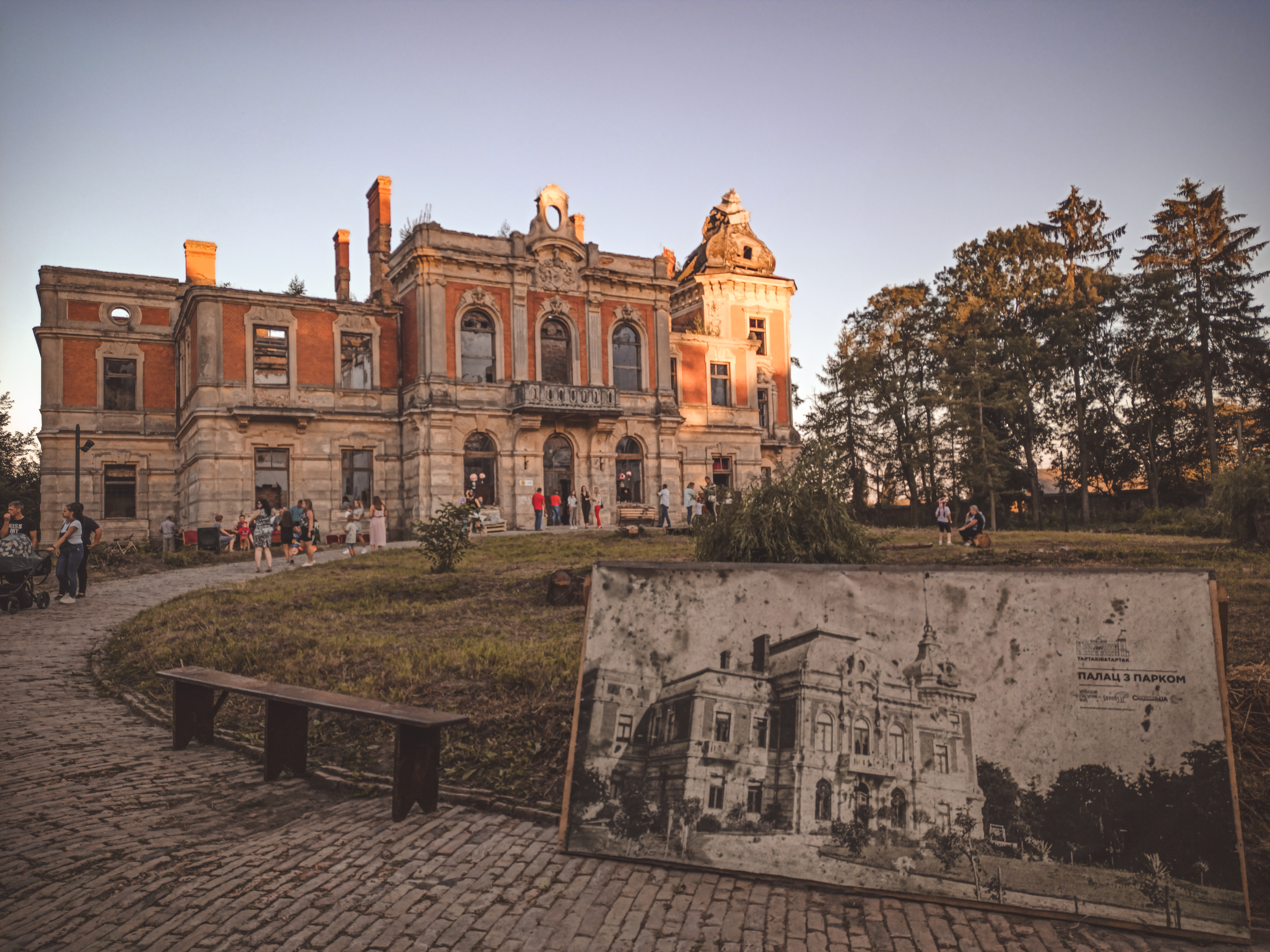
Pałac w Tartakowie z 1898 roku

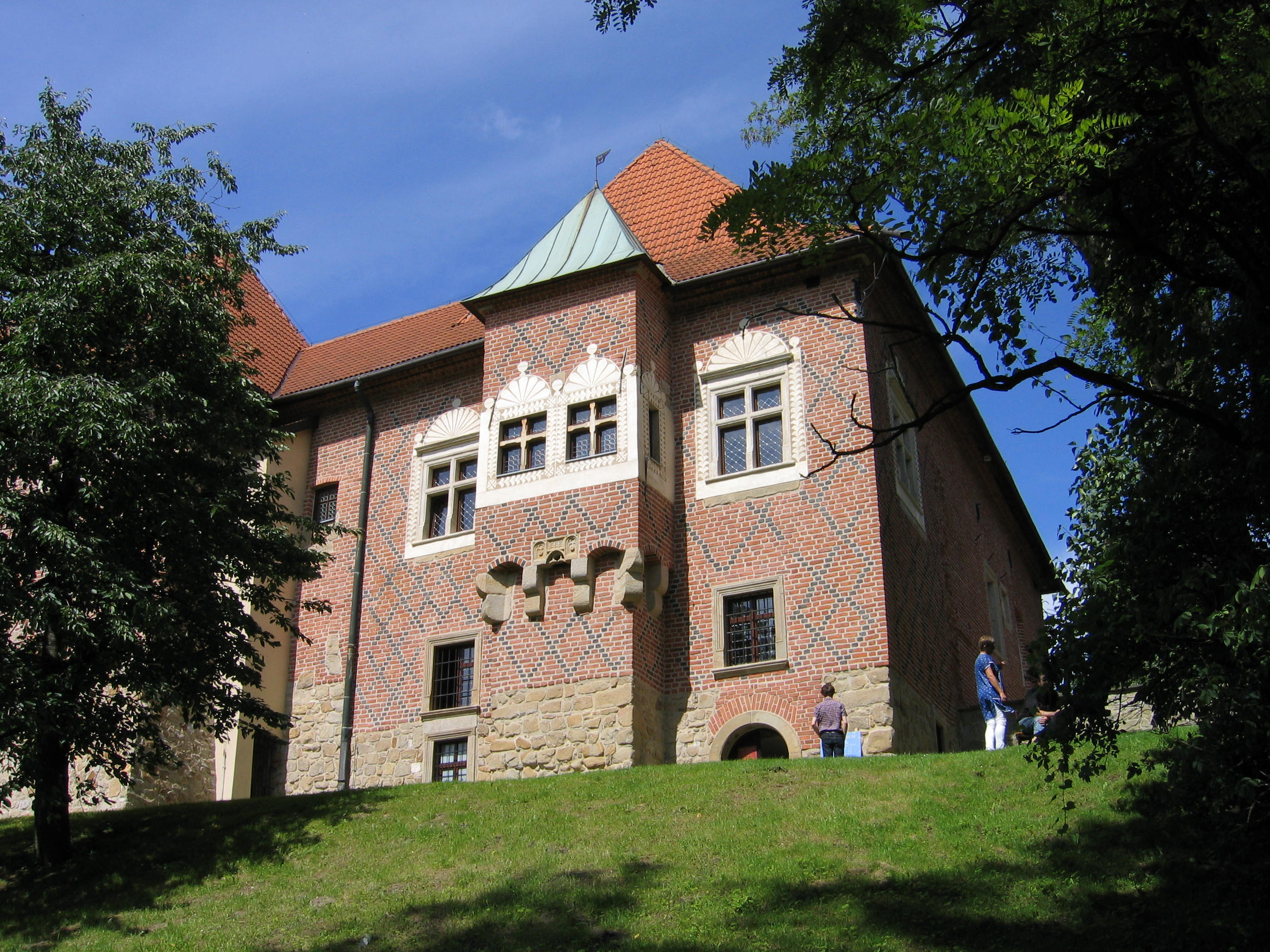
Zamek Dębno

Lanckorońscy (Wodzisławscy) herbu Zadora – starodawny możnowładczy ród polski, który zamieszkiwał w ziemi krakowskiej i sandomierskiej. Ich Herb Zadora jest jednym z przedstawionych na berle Uniwersytetu Jagiellońskiego. Zadorowie należeli do wpływowego rodu, biorącego udział w działalności publicznej w Polsce ostatnich Piastów. Za tę działalność Władysław Łokietek nadał im Brzezie koło Wieliczki z kilkoma wsiami. Odtąd pisali się "z Brzezia". Nazwisko przyjęli od miejscowości Lanckorona, starostwa nadanego prawem zastawanym przez króla Władysława Jagiełłę w 1410r. Zbigniewowi z Brzezia i Wodzisławia (zm. 1425). Od dwóch synów Zbigniewa z Brzezia wywodzą się dwie linie Lanckorońskich, starsza stale używająca tego nazwiska oraz młodsza, nosząca do połowy XVI w. nazwisko Wodzisławskich od miasta Wodzisław i która to linia nazwisko Lanckoroński przyjęła w XVI w. Majątek Brzezie został przez Lanckorońskich sprzedany Żeleńskim w XVII wieku.
Zbigniew z Brzezia, syn lub synowiec wojewody sieradzkiego Zbigniewa miał trzech synów:
- Zbigniewa z Wielgomłynów
- Przedbora z Brzezia, który jest protoplastą rodu Lanckorońskich
- Pakosława

## Inni przedstawiciele
- Zbigniew z Brzezia, marszałek koronny,
- Przecław Lanckoroński, domniemany hetman kozacki, sławny polski rycerz kresowy,
- Stanisław Lanckoroński (zm. 1489) – marszałek nadworny koronny
- Stanisław Lanckoroński (zm. 1535), starosta kamieniecki, wojewoda sandomierski, roku,
- Stanisław Lanckoroński (kasztelan halicki) (zm. 1592) – kasztelan halicki
- Stanisław Lanckoroński (zm. 1617) – kasztelan halicki, wojewoda podolski
- Samuel Lanckoroński, kasztelan wiślicki, kasztelan sądecki, starosta małogoski (zm. 1638),
- Zbigniew Jan Lanckoroński, sekretarz królewski, proboszcz wodzisławski, małogoski i sędziszowski, kanonik poznański, krakowski i płocki (zm. 1678),
- Stanisław Lanckoroński (starosta małogoski) (zm. 1650) – starosta małogoski
- Stanisław Lanckoroński, hetman polny koronny (ok. 1597–1657),
- Wespazjan Lanckoroński, biskup kamieniecki,
- Wawrzyniec Lanckoroński (ur. 1686, zm. 14 czerwca 1756) – starosta stopnicki w 1717 roku, marszałek księstw oświęcimskiego i zatorskiego
- Maciej Lanckoroński, kasztelan kijowski, wojewoda bracławski (1723–1789),
- Maria Lanckorońska ze Świdzińskich, kasztelanowa połaniecka (1737–1826),
- Jakub Lanckoroński, generał major wojsk koronnych (ok. 1758 – po 1825),
- Karol Antoni Lanckoroński, hrabia, kawaler maltański, kolekcjoner i historyk dzieł sztuki (1848–1933),
- Karolina Lanckorońska, historyk sztuki, znawczyni włoskiego renesansu (1898–2002).

Profesor Karolina Lanckorońska była ostatnim przedstawicielem rodziny Lanckorońskich. Chcąc zapewnić ciągłość rodu hrabiów Lanckorońskich usynowiła księcia Jana Lubomirskiego – Lanckorońskiego. Książę Jan Lubomirski przyjmując drugi człon nazwiska stał się kontynuatorem tradycji rodziny hrabiów Lanckorońskich, z której pochodziła jego praprababka Elżbieta z Lanckorońskich baronowa de Vaux.